# Loweomyces wynneae
Loweomyces wynneae är en svampart som först beskrevs av Berk. & Broome, och fick sitt nu gällande namn av Jülich 1982. Loweomyces wynneae ingår i släktet Loweomyces och familjen Meruliaceae.   Inga underarter finns listade i Catalogue of Life.